# Carmen Tremblay
Carmen Tremblay est une actrice québécoise née à Montréal.

## Biographie
Dans les années cinquante, Carmen Tremblay est engagée à la troupe de théâtre La Roulotte par Paul Buissonneau. Elle participe par la suite à de nombreuses pièces de théâtre ainsi qu'à quelques films, téléromans et télé-théâtres. Ses rôles sont principalement centrés sur l'univers de Michel Tremblay ou du cinéaste Jean-Claude Labrecque. Parmi les principaux films dans lesquels on retrouve Carmen Tremblay, on retient notamment Les Vautours (Jean-Claude Labrecque, 1975), Le soleil se lève en retard (André Brassard, 1977), Lucien Brouillard (Bruno Carrière, 1983), Amuse-gueule (court métrage de Robert Awad, 1984) et Les Années de rêves (Jean-Claude Labrecque, 1984).

## Filmographie
- 1958 - 1959 : Pépé le cowboy (série télévisée)
- 1959 - 1963 : Le Grand Duc (série télévisée)
- 1972 : Françoise Durocher, waitress - l'une des Françoise Durocher
- 1973 : Noël et Juliette - La mère
- 1975 : Les Vautours - Tante Marie Roberge
- 1977 : Le soleil se lève en retard - Tante Jeannine
- 1980 : Jeune délinquant (série télévisée) - Carmen
- 1980 : Sainte Carmen de la Main de Michel Tremblay (télé-théâtre) - Gloria
- 1982 : En plein coeur - rôle inconnu
- 1983 : Lucien Brouillard - rôle inconnu
- 1984 : Amuse-gueule (court métrage) - rôle inconnu
- 1984 : Les Petites cruautés (court métrage de Michel Bouchard) - divers rôles
- 1984 : Les Années de rêves - Tante Marie Roberge
- 1990 : Ding et Dong, le film - Une spectatrice
- 1991 : Nénette - rôle inconnu

## Théâtre
- 1958 - 1959 : Orion le tueur de Jean-Pierre Grenier et Maurice Fombeure, mise en scène de Paul Buissonneau
- 1965 : Le système Fabrizzi d'Albert Husson, mise en scène de Gabriel Gascon - rôle d'Anna
- 1967 - 1968 : L'oiseau bleu de Maurice Maeterlinck, mise en scène d'Yvette Brind'Amour
- 1969 : À cœur ouvert de Robert Gurik, mise en scène d'Yves Gélinas - rôle inconnu
- 1969 : Les Belles-Sœurs de Michel Tremblay, mise en scène d'André Brassard - rôle de Olivine Dubuc
- 1971 : Les Belles-Sœurs de Michel Tremblay, mise en scène d'André Brassard - rôle de Rhéauna Bibeau
- 1972 : Au pays du dragon de Tennessee Williams, traduction et adaptation de Michel Tremblay, mise en scène d'André Brassard
- 1972 : Aujourd'hui, peut-être de Serge Sirois, mise en scène de Paul Buissonneau - rôle d'Alice
- 1973 : Les Belles-Sœurs de Michel Tremblay, mise en scène d'André Brassard - rôle de Rhéauna Bibeau
- 1974 : Bonjour, là, bonjour de Michel Tremblay, mise en scène d'André Brassard - rôle d'Albertine, l'une des deux tantes
- 1974 : Les Belles-Sœurs de Michel Tremblay, mise en scène d'André Brassard - rôle de Rhéauna Bibeau
- 1975 : Surprise! Surprise! de Michel Tremblay, mise en scène d'André Brassard - rôle de Madeleine
- 1975 : Macbeth de William Shakespeare, mise en scène d'Yvan Canuel - rôle de l'une des trois sorcières
- 1976 - 1978 : Sainte Carmen de la Main de Michel Tremblay, mise en scène d'André Brassard - rôle de Gloria
- 1977 : Ch'peux pas rester, on m'attend d'Yves Sauvageau, mise en scène de Denis Chouinard - rôle inconnu